# Праут, Эбенезер
Эбенезер Праут (англ. Ebenezer Prout; 1 марта 1835, Аундл, графство Нортгемптоншир, Великобритания — 5 декабря 1909, Кентербери, Великобритания) — английский музыкальный теоретик, педагог, издатель и композитор.

## Биография
В 1854 году окончил философский факультет Лондонского университета. Учился у Чарлза Саламана (фортепиано). В 1859—1873 годах служил церковным органистом и одновременно в 1861—1885 годах преподавал в лондонской Школе искусств при Хрустальном дворце (фортепиано). Первые же его произведения были отмечены первой премией Общества британских музыкантов в 1862 году (струнный квартет № 1 ми-бемоль мажор, op. 1) и 1865 году (фортепианный квартет, op. 2). В 1871—1874 годах —редактор журнала «Monthly musical record», в 1874—1879 годах — «The Academy» и в 1879—1889 годах — «Ateneum». Выступал как музыкальный критик. В 1876—1890 годах — дирижёр Хорового общества Хакни. В 1876—1882 годах преподавал гармонию и композицию в Национальной специальной музыкальной школе, с 1879 года — в Королевской академии музыки, а с 1884 года — в Гилдхоллской школе музыки и театра в Лондоне (фортепиано); с 1894 года — профессор Дублинского университета. Среди его учеников Артур Горинг Томас, Эжен д´Альбер, Джон Уотерхаус, Генри Вуд, Эдвард Герман и другие. Автор работ по контрапункту, музыкальному анализу, форме, инструментовке. Редактор ряда ораторий и опер Г. Ф. Генделя, в частности, «Самсон» (1880) и «Мессия» (1902), арий и кантат И. С. Баха. На русский язык его труды переводили Фёдор Кёнеман, Сергей Толстой и другие.

## Сочинения
- кантата «Хирворд» / Hereward (на стихи Уильяма Гриста)
- кантата «Красный крестоносец» / The red croos Knigths (на стихи Уильяма Гриста)
- кантата «Альфред» / Alfred (на стихи Уильяма Гриста)
- кантата «Дамон и Пифий» для мужского хора / Damon and Phitias (на стихи Р. У. Блура)
- кантата «Королева Эме»[1] для женского хора / Queen Aimée, or The Maiden's Crown (на стихи Йетти Фогель)
- кантата «Псалом 126» для соло, хора и оркестра / Psalm 126
- кантата «Песнь Юдифи» для контральто-соло с оркестром / The song of Judith
- кантата «Свобода» для баритон-соло с оркестром / Freedom (на стихи Питера Тейлора Форсайта[англ.])
- 4 симфонии
- 2 увертюры
- сюиты
- 2 концерта для органа с оркестром
- камерные ансамбли
- пьесы для органа
- 2 струнных квартета
- 2 фортепианных квартета
- соната для кларнета
- органная соната
- «Magnificat»
- «Nunc dimittis»
- реквием
- месса

## Литературные сочинения
- Instrumentation. — L., 1876.
- Harmony, its theory and practice. — L., 1889, 1903; N. Y., 1971.
- Counterpoint. — 1890.
- The orchestra, v. 1-2, L., 1888-89, Counterpoint: strict and free. — L., 1890, I910.
- Double counterpoint and canon. — L., 1891.
- Fuguai analysis. — L., 1892.
- Musical form. — L., 1893, 1903.
- Fugue. — L., 1894, 1900.
- Applied forms. — L., 1895; L., 1970.
- Analytical key to the exercises in the 16th and subsequent editions of «Harmony». — L., 1903.
- A course of lectures on orchestration. — L., 1905.
- Mozart. — L., 1907.

### В русском переводе
- Анализ фуг. — М., 1892.
- Прикладные формы. — М.
- Элементарное руководство к изучению инструментовки. — М.-Лейпциг, 1900.
- Музыкальная форма. — М., 1891, 1900.
- Фуга. — М., 1900, 1922.
- Моцарт. — М.-П., 1923.